# Michele Cascella

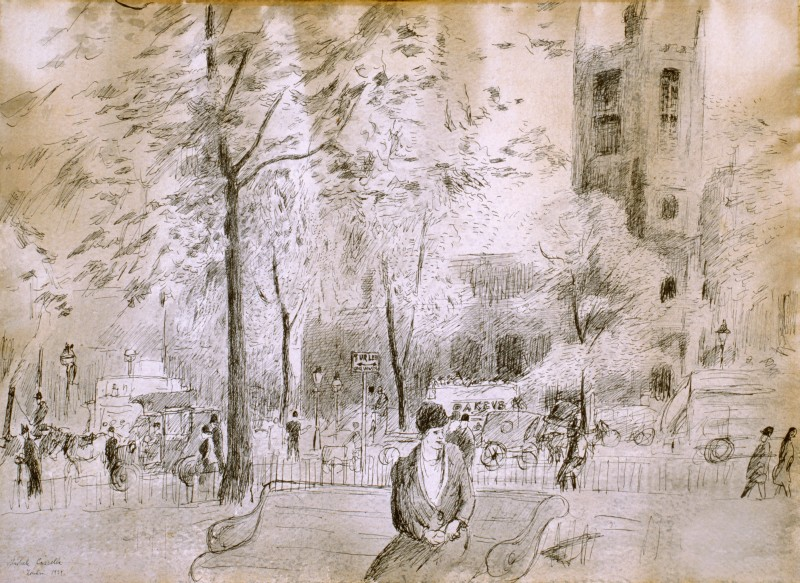
Londra (1929) Collezioni d'arte della Fondazione Cariplo

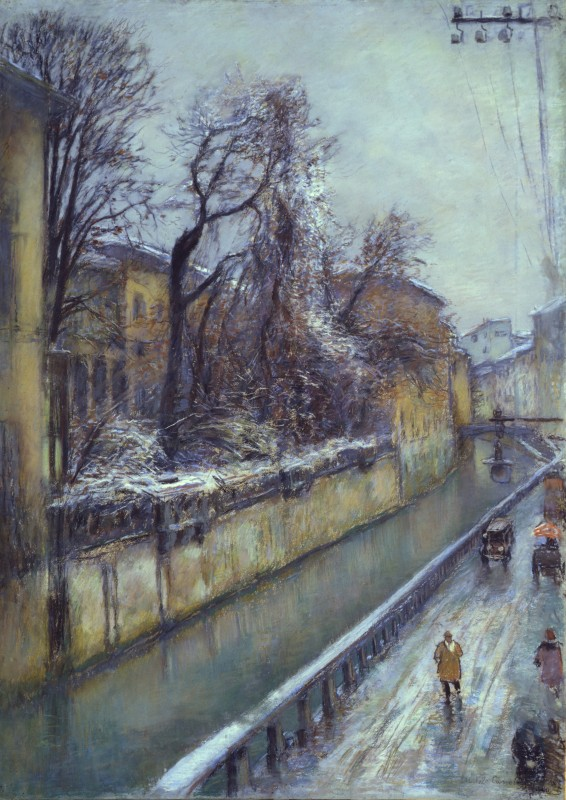
Lungo il Naviglio (1929) Collezioni d'arte della Fondazione Cariplo

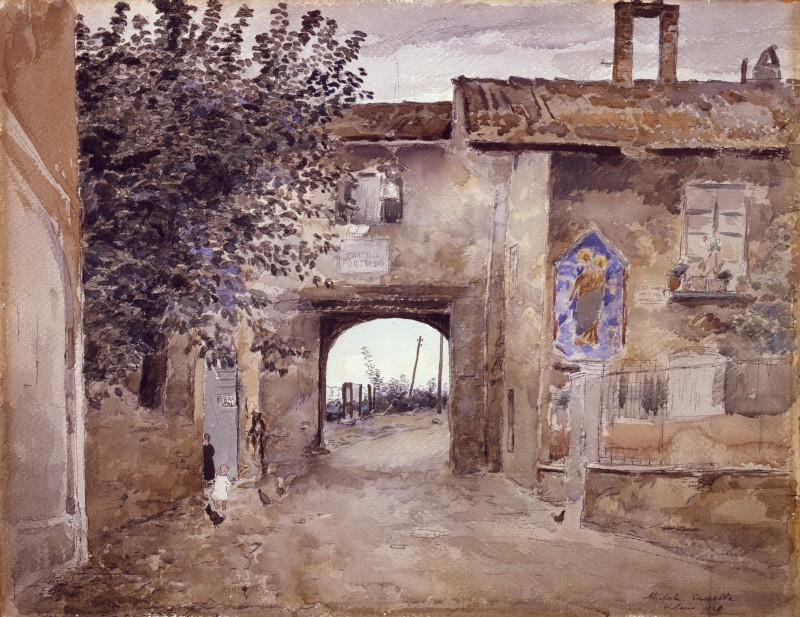
L'ingresso del Portello (1928) Collezioni d'arte della Fondazione Cariplo

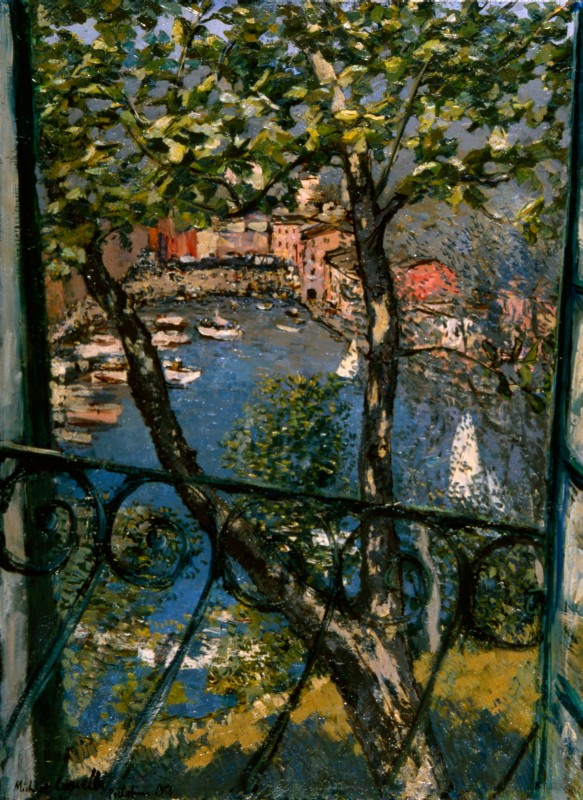
Portofino (1956) Collezioni d'arte della Fondazione Cariplo

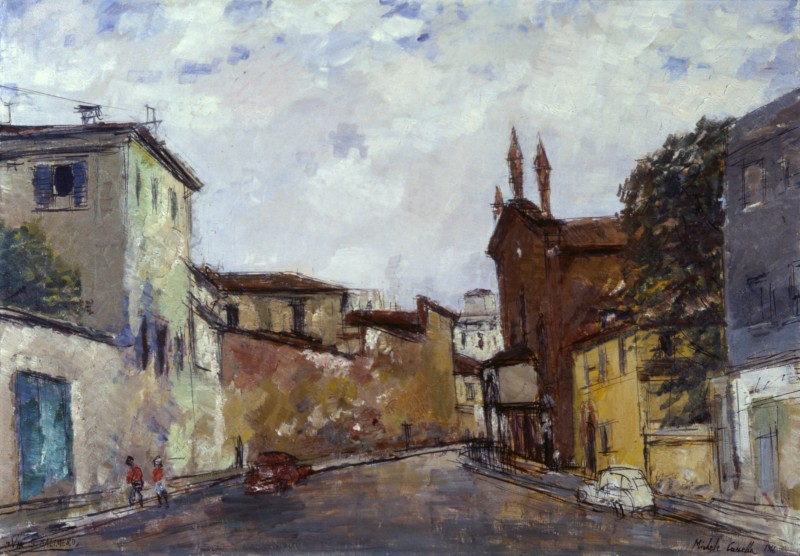
Via San Calimero a Milano (1966) Collezioni d'arte della Fondazione Cariplo

Michele Cascella (Ortona, 7 settembre 1892 – Milano, 31 agosto 1989) è stato un pittore e paesaggista crepuscolare italiano.

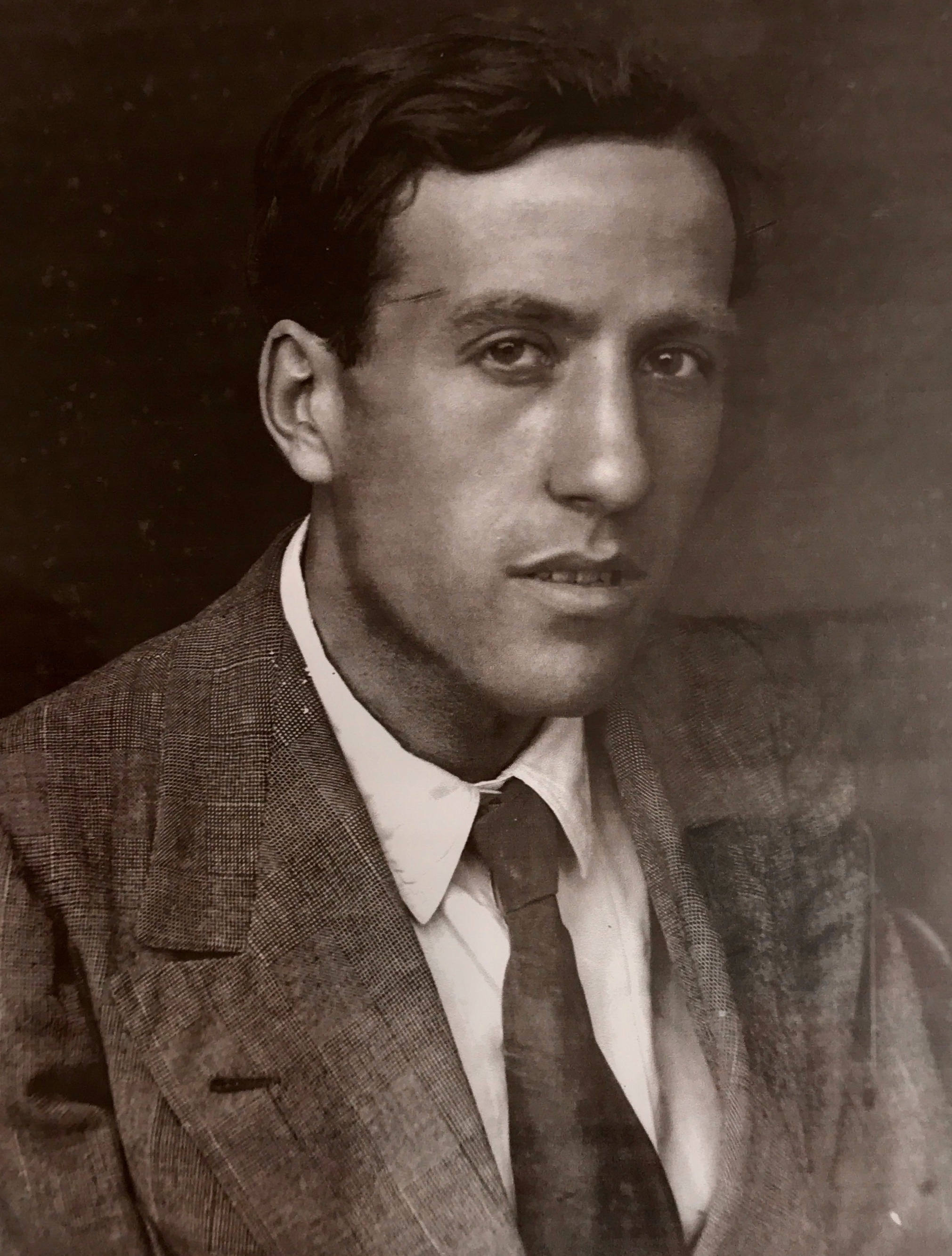
Michele Cascella in età giovanile

Nel corso della sua lunga vita artistica articolatasi in quasi otto decenni di intensa attività, Cascella ha saputo mantenere uno stile unico, inconfondibile e pressoché immune dalle contaminazioni delle correnti ed avanguardie pittoriche del Novecento. Le sue opere, comprendenti tele, tavole, pastelli e disegni, sono esposte in numerosi musei italiani e internazionali, tra i quali il Victoria and Albert Museum di Londra, la Galerie nationale du Jeu de Paume di Parigi, il National Museum of History and Art in Lussemburgo, il Musée d'Art Moderne a Bruxelles e la De Saisset Art Gallery dell'Università di Santa Clara in California, dove è esposta una vasta collezione permanente di opere. Copiosa risulta pure l'opera grafica, comprendente litografie, cromolitografie, serigrafie e acqueforti, tecniche che utilizzò sin da ragazzo e grazie alle quali conobbe - soprattutto sul finire del XX secolo - e mantiene tuttora una notevole notorietà presso il grande pubblico.

I tratti distintivi del pittore contemperano la superba capacità compositiva, cui si aggiungono la grande padronanza del disegno e le vibranti cromìe, di cui sono esemplari fattispecie le composizioni floreali, nelle quali Cascella tocca vette espressive elevatissime, così come lo sono le vedute, ove raggiunge esiti di impareggiabile freschezza, luminosità e atmosfera.

Composizione Floreale (1959), Collezione privata

## Biografia
Nacque a Ortona, nella casa in corso Matteotti (allora corso Vittorio Emanuele), con Tommaso e Gioachino, come oggi ricorda una lapide.
Dopo aver svolto le prime attività artistiche sotto la guida del padre Basilio, nel 1907 tiene, assieme al fratello Tommaso, la sua prima mostra personale nelle sale della Famiglia Artistica Milanese.
Nel 1909, sempre col fratello Tommaso, allestisce una mostra nella Galleria Druet di Parigi, partecipando nello stesso anno al Salon d'Automne. Nel 1911 organizza una mostra di disegni a pastello nel ridotto del Teatro dell'Opera di Roma. Tra il 1914 ed il 1915 collabora a La Grande Illustrazione pubblicata dal padre Basilio con disegni ed illustrazioni grafiche, esponendo nel 1917 al Salone dell'Associazione della Stampa e nella Galleria Centrale d'arte a Milano. Partecipa alla prima guerra mondiale.
A Roma, nel 1919, tiene una mostra personale alla Galleria Bragaglia e conosce in quella occasione Carlo Carrà che consente poi il trasferimento della mostra a Milano nella Galleria Lidel. Nel 1920 si stabilisce definitivamente a Milano dove frequenta con entusiasmo il poeta Clemente Rebora, da cui confesserà di aver tratto ispirazione per la realizzazione di alcune sue opere.
Dal 1928 al 1932 viaggia tra l'Italia e Parigi dove, nel 1937, gli viene assegnata la medaglia d'oro all'Esposizione Internazionale. Nel 1938 esegue le scenografie dell'opera Margherita da Cortona rappresentata al Teatro alla Scala.
Dal 1928 al 1942 è presente a tutte le edizioni della Biennale d'arte di Venezia, e nell'edizione del 1948 avrà una sala personale.
Dal 1938 risiede a Portofino che diventa una fonte d'ispirazione delle sue opere tarde. Tra il 1937 e il 1938 realizza un grande mosaico nella nuova stazione di Messina Marittima, raffigurante Mussolini che, in una visita a Palermo, "elevava la Sicilia all'onere di essere il Centro dell'Impero".
Negli anni 1950 realizza per la società ceramica italiana di Laveno una serie di disegni (circa 40)  denominati, l'Italia vista da Michele Cascella. Questi furono utilizzati per il decoro di importantissimi servizi da tavola realizzati dalla manifattura di Laveno.
Dopo la seconda guerra mondiale si fanno più frequenti le sue mostre all'estero: Parigi (negli anni cinquanta e sessanta) ma anche Sudamerica (soprattutto Buenos Aires e Montevideo) e Stati Uniti. E proprio negli USA, in California, si stabilirà per lunghi periodi di tempo, alternando periodi di permanenza in Italia (ha risieduto per alcuni anni in campagna nei pressi di Colle di Val d'Elsa) ed in Europa. I soggetti più rappresentati sono fiori, campi di grano e papaveri, i paesaggi abruzzesi e Portofino. Importanti sono state le mostre antologiche di questo periodo.

## Caratteristiche stilistiche
Nelle opere giovanili, fra Abruzzo, Milano e Parigi Michele Cascella rivela immediatamente il talento di colorista. Opere quali il Paesaggio con figure, Trabocco di San Vito, Primavera presso Ortona e Figure sulla Pescara, tutte antecedenti al 1908, possono classificarsi fra le più moderne del panorama nazionale di inizio '900, ricche di svaporamenti cromatici che stilizzano la natura per introdurla in una dimensione simbolista, estranea alla caducità delle cose terrene. La sperimentazione della sensorialità impressionista, caratteristica delle esperienze di Cascella fino al 1913, denota una visione della natura come oggetto di contemplazione che deve suscitare, in primo luogo, coinvolgimento emotivo, come si denota in opere come Giallo e verde e La giacca rossa, entrambe del 1918. La specializzazione nel paesaggio e nella veduta, in un momento di crisi dei generi, assicura a Cascella un successo di portata internazionale, con i consueti soggetti abruzzesi che vengono alternati a quelli di Portofino e delle maggiori metropoli.
Con tutto ciò, specie dopo il 1916, in precoce percezione del rappel à l'ordre, Cascella non disdegna di associare il colore vibrante a un uso equilibratore del disegno, cosa che lo induce a prospettare una particolare variante del primitivismo italiano, fra tradizione nazionale e francesismo, come si denota in opere come Giallo e verde e La giacca rossa, entrambe del 1918. La specializzazione nel paesaggio e nella veduta, in un momento di crisi dei generi, assicura a Cascella un successo di portata internazionale, con i consueti soggetti abruzzesi che vengono alternati a quelli di Portofino e delle maggiori metropoli, come un carnet di viaggio, e il ventaglio di opzioni espressive che varia di volta in volta, dal sentimentalismo tardo-simbolista, improntato su tonalità fredde, al bozzettismo da Ecole de Paris, pittoricistico, che lo faceva definire l'“Utrillo italiano”, con incursioni in terreni comuni che gli fanno sfiorare ora Strapaese, ora il Chiarismo, ora l'Espressionismo di Sassu (Solennità in San Pietro, 1939) o dei Sei di Torino (Rachele, 1943). Dopo il 1945, condizionato in Italia dal Neo-Cubismo e dal recupero di Cézanne, quando non dall'abiura della figurazione, la pittura di Michele Cascella si connota come precisa reazione agli eccessi di intellettualismo che stavano trasformando l'arte in fenomeno fortemente elitario, rivolto a cerchie specializzate, stabilizzandosi sui soggetti e i caratteri di massima individuati negli anni precedenti, ma secondo accenti sempre più solari e diretti che limitano al minimo le mediazioni nella comunicazione fra l'artista e il suo pubblico.
“Quando Michele Cascella decise di diventare artista, il padre Basilio, mostrandogli colori e pennelli, gli disse che avrebbe imparato cos’è la pittura il giorno in cui sarebbe stato capace di dipingere l’aria. Michele non se lo dimenticò mai, cercò sempre di raggiungere quell’obiettivo. Quando ci riuscì, da buon individualista, non lo disse a nessuno. Gli bastava la sua soddisfazione, intima, mai esibita. Io continuo a occuparmi di Michele Cascella perché la sua arte continui a vivere.” (dal saggio Saper dipingere l’aria. Un ricordo di Michele Cascella di Pier Paolo Cimatti).
Di Michele Cascella, in occasione della Mostra Retrospettiva presso il Museo Michetti di Francavilla al Mare nel 2008, Vittorio Sgarbi, curatore della stessa mostra, ebbe a dire che: "Vituperato in vita perché troppo indulgente nei confronti della popolarità, perché troppo ‘commerciale’, come si diceva allora, Cascella si prende ora le sue rivincite. Diciannove anni dalla morte sarebbero bastati a spazzarlo via non solo dalla memoria dei critici, ma anche del grande pubblico. E invece, eccolo ancora fra noi, eccoci ancora ad occuparci di lui. Della sua arte intenzionalmente semplice, votata a individuare un'idea istintiva del bello, di quanto più larga condivisione possibile, quasi francescana nel concepire il senso della natura, un sermo communis per il quale una marina è sempre una marina e un fiore un fiore.”

## Curiosità
In occasione del centenario della nascita, a Milano, presso il Palazzo della Permanente è stata allestita una grande rassegna di opere realizzate tra il 1907 ed il 1946.
Particolare rilievo è da attribuirsi ai suoi ritratti di donne, realizzati con raffinate tecniche prefuturiste. Pare che uno di questi, intitolato "Paola", sia andato perduto nelle aste di una famiglia nobile decaduta.

## Opere nei musei

### Musei in Italia

#### Abruzzo

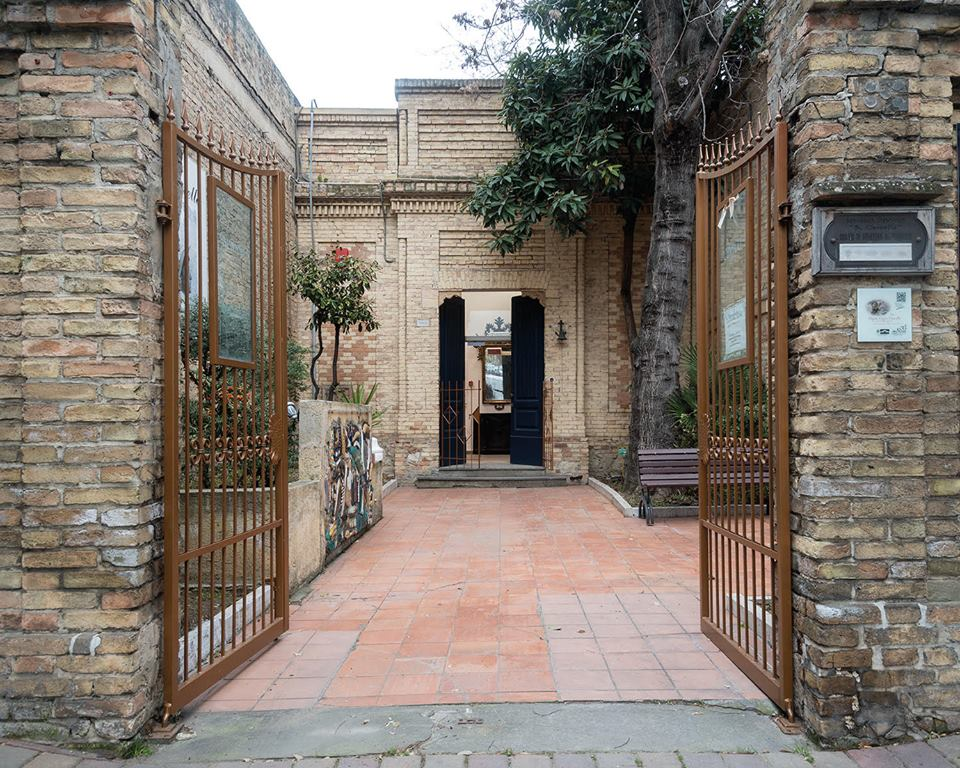
Museo civico Cascella, Pescara

- Museo casa natale Gabriele D'Annunzio di Pescara con l'opera: La camera dov'è nato il poeta (1940).
- Museo civico Basilio Cascella di Pescara con la maiolica (Brocca) Fiori di garofano (1940-1960).
- Museo Civico d'Arte Contemporanea - Pinacoteca Cascella di Ortona (CH)
- Museo Nazionale d'Abruzzo di Pescara con le opere: Portofino, Bagni di Portofino, Portofino il Castello, Piazzetta Sant'Angelo, Pescara (1931), Veduta del fiume Pescara con il bagno penale (1932).
- Museo Nazionale d'Abruzzo dell'Aquila

#### Calabria
- Palazzo della Cultura "Pasquino Cupri" Archiviato il 9 ottobre 2020 in Internet Archive. di Reggio Calabria: Vaso di fiori con arancia (seconda metà del XX secolo), Casolare in Abruzzo; Portofino;
- Casa della cultura di Palmi[3]
- Pinacoteca Leonida ed Albertina Repaci di Palmi con l'opera: Città del Messico (1962).

#### Emilia-Romagna
- Ca' La Ghironda Ponte Ronca di Zola Predosa
- Galleria d'arte moderna Aroldo Bonzagni di Cento
- Galleria d'arte moderna Ricci Oddi di Piacenza con le opere: Ave Maria a Guardiagrele (1927), Vecchio ulivo nel prato fiorito (1927).
- Raccolta Lercaro di Bologna
- MAGI '900 di Pieve di Cento (BO)

#### Lazio
- Museo permanente arte contemporanea di Amatrice (RI).
- Patrimonio artistico Inps - Museo Inps di Roma con l'olio Esultanza papale 1939.

#### Liguria
- Pinacoteca Civica di Savona, con l'opera ad olio su tela Portofino.

#### Lombardia
- Collezioni d'arte della Fondazione Cariplo di Milano con le opere: L'ingresso del Portello (1928), Londra (1929), Lungo il Naviglio (1929), Portofino (1956), e Via San Calimero a Milano (1966).
- MAGA museo d'arte moderna e contemporanea di Gallarate con l'opera: Paesaggio (1981).
- Museo del Risorgimento di Milano

#### Piemonte
- Galleria civica d'arte moderna e contemporanea di Torino
- Galleria d'arte moderna (ex Museo Broletto) di Novara

#### Veneto
- Museo d’arte moderna Rimoldi di Cortina d'Ampezzo (BL)

### Musei all'estero

#### Belgio
- Musée d'Art Moderne di Bruxelles

#### Francia
- Galleria nazionale del Jeu de Paume di Parigi

#### Lussemburgo
- Musée national d'Histoire et d'Art di Lussemburgo

#### Regno Unito
- Victoria and Albert Museum di Londra

#### Repubblica di San Marino
- Galleria d'Arte Moderna e Contemporanea a Città di San Marino

#### USA
- De Saisset Art Gallery Museum of University S. Clara California